# Mikroregion Olomoucko
De Mikroregion Olomoucko (Nederlands: Microregio van Olomouc) is een samenwerkingsverband van de stad Olomouc en 25 omliggende gemeenten in de Tsjechische regio Moravië. Het doel van het samenwerkingsverband is het implementeren van het Strategický plán rozvoje mikroregionu Olomoucko a města Olomouce (Strategisch plan voor de ontwikkeling van de microregio van Olomouc en de stad Olomouc).

## Deelnemende gemeenten
| Naam              | Stad / gemeente | Oppervlakte (km2) | Inwoners (2023) |
| ----------------- | --------------- | ----------------- | --------------- |
| Blatec            | Gemeente        | 6,58              | 651             |
| Bohuňovice        | Gemeente        | 12,57             | 2562            |
| Bukovany          | Gemeente        | 3,16              | 682             |
| Bystročice        | Gemeente        | 8,01              | 903             |
| Bystrovany        | Gemeente        | 3,51              | 991             |
| Charváty          | Gemeente        | 8,88              | 947             |
| Dolany            | Gemeente        | 23,77             | 2922            |
| Grygov            | Gemeente        | 12,72             | 1532            |
| Hlušovice         | Gemeente        | 4,25              | 1078            |
| Hněvotín          | Gemeente        | 11,73             | 1878            |
| Horka nad Moravou | Gemeente        | 11,94             | 2640            |
| Kožušany-Tážaly   | Gemeente        | 6,27              | 876             |
| Křelov-Břuchotín  | Gemeente        | 7,91              | 1884            |
| Majetín           | Gemeente        | 9,50              | 1181            |
| Náklo             | Gemeente        | 11,46             | 1507            |
| Olomouc           | Statutaire stad | 103,33            | 101.825         |
| Příkazy           | Gemeente        | 13,97             | 1323            |
| Samotišky         | Gemeente        | 1,90              | 1380            |
| Skrbeň            | Gemeente        | 7,88              | 1133            |
| Štěpánov          | Stad            | 26,84             | 3553            |
| Střeň             | Gemeente        | 5,81              | 606             |
| Tovéř             | Gemeente        | 2,06              | 658             |
| Ústín             | Gemeente        | 4,40              | 448             |
| Velká Bystřice    | Stad            | 9,22              | 3625            |
| Velký Týnec       | Gemeente        | 20,62             | 3157            |
| Věrovany          | Gemeente        | 17,81             | 1425            |